# Stekene
Stekene ist eine belgische Gemeinde in der Region Flandern. Sie liegt in der Provinz Ostflandern und gehört zum Arrondissement Sint-Niklaas. Die Gemeinde hat 19.589 Einwohner (Stand 1. Januar 2024) und eine Fläche von 44,80 km².
Stekene besteht aus dem Hauptort und den Ortsteilen Hellestraat, Kemzeke, Klein-Sinaai und Koewacht. Die Gemeinde grenzt unmittelbar an die niederländische Provinz Zeeland. Der Kernort liegt 8 km nordwestlich von Sint-Niklaas, 25 km westlich von Antwerpen, 27 km nordöstlich von Gent und 46 km nordwestlich von Brüssel (alle Angaben in Luftlinie bis zu den Stadtzentren).
Die nächsten Autobahnabfahrten befinden sich einige km südwestlich bei Waasmunster und Sint-Niklaas an der A14/E17.
In Sint-Niklaas befindet sich der nächste Regionalbahnhof und in Antwerpen und Gent die nächsten Bahnstationen mit überregionalen Zugverbindungen.
Bei Antwerpen gibt es einen Regionalflughafen und nahe der belgischen Hauptstadt Brüssel einen internationalen Flughafen.

## Söhne und Töchter von Stekene
- Victor Leemans (1901–1971), Präsident des Europäischen Parlaments 1965–1966
- Fabrice Mels (* 1992), Mountainbiker

## Weblinks

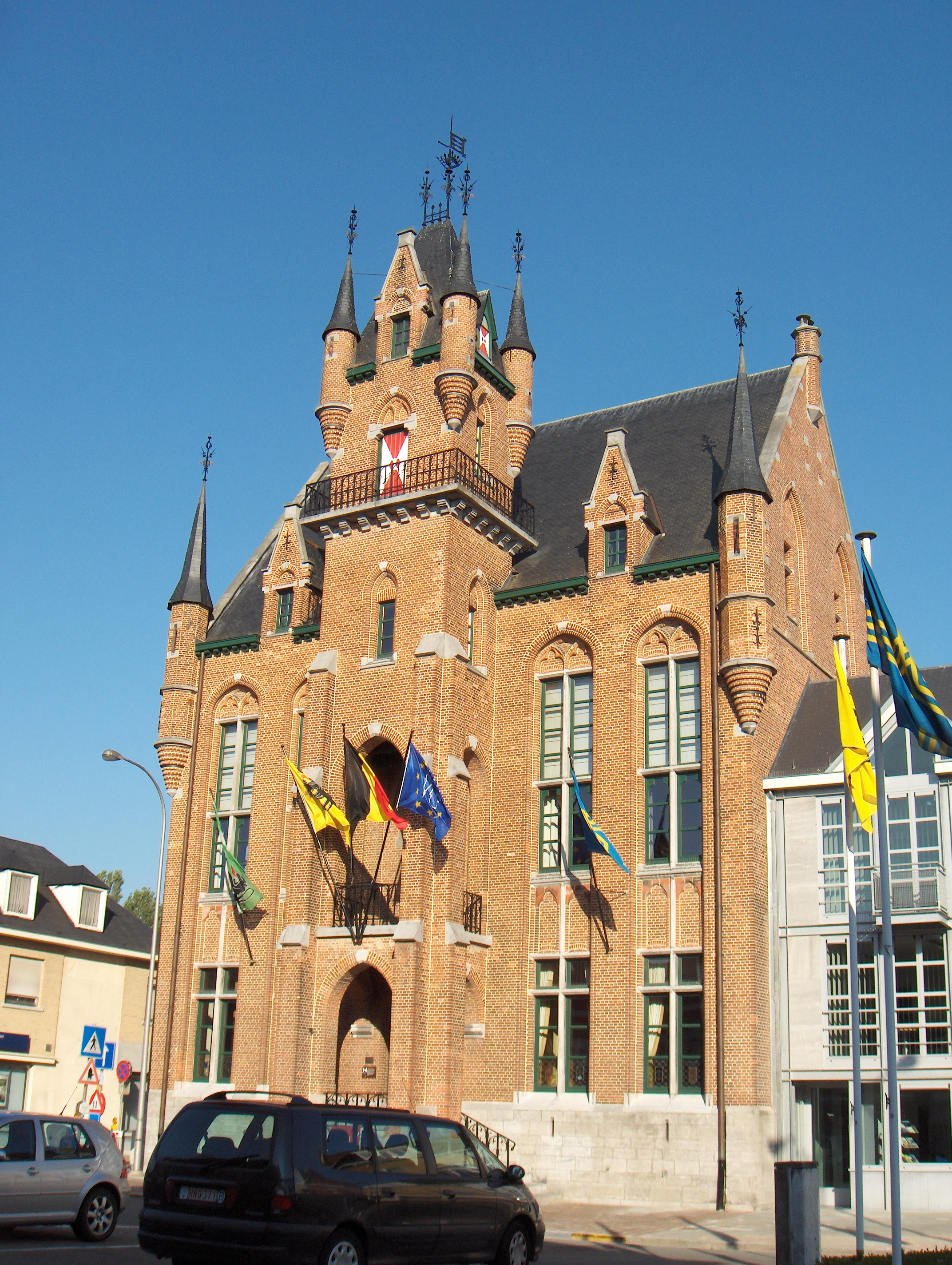
Gemeindehaus von Stekene

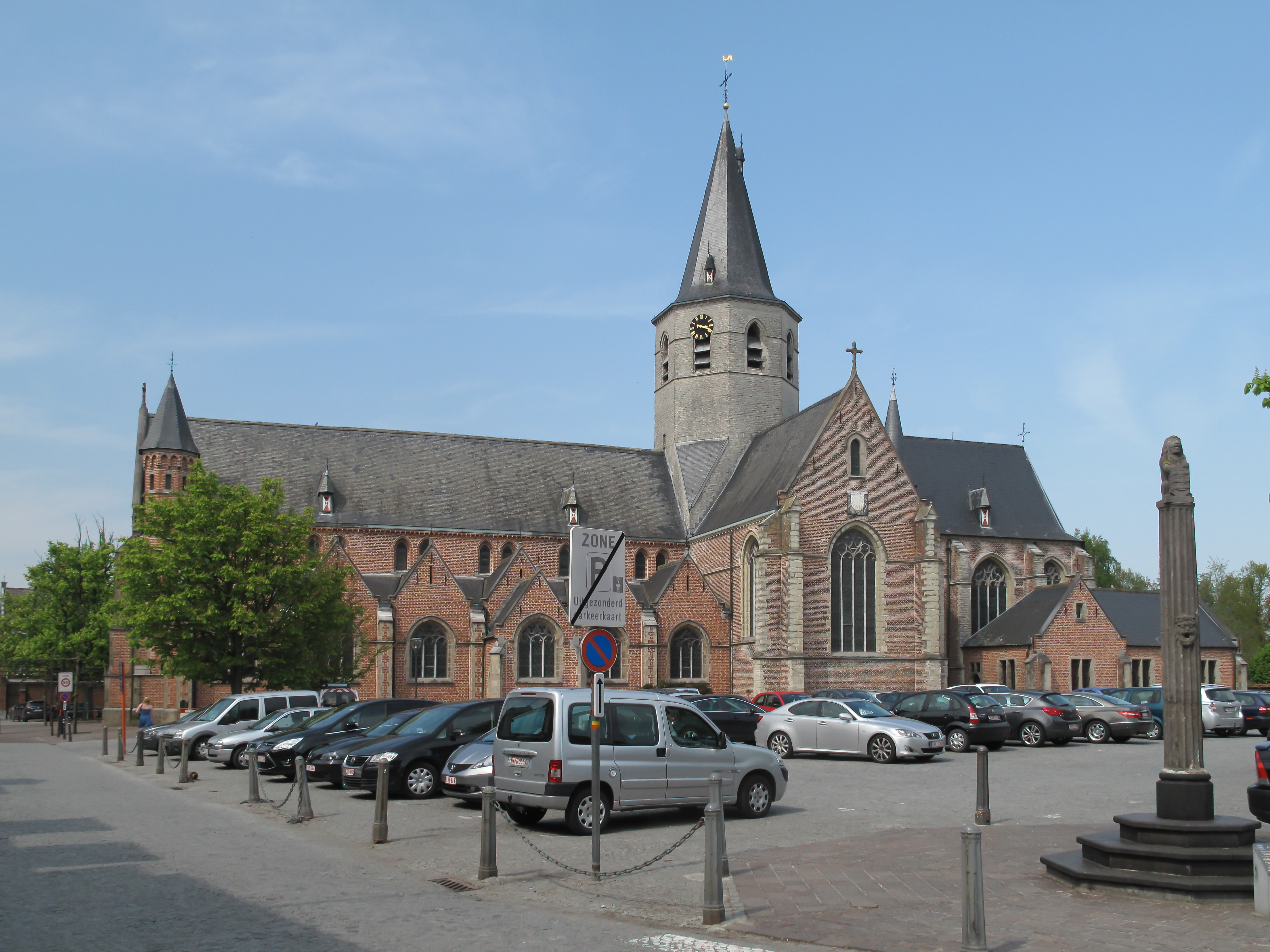
Kirche (de Heilige Kruiskerk) in Stekene